# Rockferry
Rockferry je debutové hudební album waleské zpěvačky Duffy, které vyšlo v roce 2008. Hity se staly například singly Rockferry, Mercy a Warwick Avenue.

## Seznam skladeb
| Pořadí | Název               | Autor                          | Délka |
| ------ | ------------------- | ------------------------------ | ----- |
| 1.     | Rockferry           | Duffy, Bernard Butler          | 4:14  |
| 2.     | Warwick Avenue      | Duffy, Jimmy Hogarth, Eg White | 3:46  |
| 3.     | Serious             | Duffy, Bernard Butler          | 4:10  |
| 4.     | Stepping Stone      | Duffy, Steve Booker            | 3:28  |
| 5.     | Syrup & Honey       | Duffy, Bernard Butler          | 3:18  |
| 6.     | Hanging on Too Long | Duffy, Jimmy Hogarth, Eg White | 3:56  |
| 7.     | Mercy               | Duffy, Steve Booker            | 3:41  |
| 8.     | Delayed Devotion    | Duffy, Jimmy Hogarth, Eg White | 2:57  |
| 9.     | I'm Scared          | Duffy, Jimmy Hogarth           | 3:08  |
| 10.    | Distant Dreamer     | Duffy, Bernard Butler          | 5:05  |

| U.S. iTunes Bonus Tracks | U.S. iTunes Bonus Tracks | U.S. iTunes Bonus Tracks | U.S. iTunes Bonus Tracks |
| Pořadí                   | Název                    | Autor                    | Délka                    |
| ------------------------ | ------------------------ | ------------------------ | ------------------------ |
| 11.                      | Save It for Your Prayers | Duffy, Sacha Skarbek     | 3:03                     |
| 12.                      | Oh Boy                   | Richard J. Parfitt       | 2:28                     |

| MTV Bonus Version | MTV Bonus Version                       | MTV Bonus Version   | MTV Bonus Version |
| Pořadí            | Název                                   | Autor               | Délka             |
| ----------------- | --------------------------------------- | ------------------- | ----------------- |
| 11.               | Mercy (FNMTV Live performance)          | Duffy, Steve Booker |                   |
| 12.               | Warwick Avenue (FNMTV Live performance) | Duffy, Eg White     |                   |

### Deluxe Edition
| CD 1   | CD 1                | CD 1                           | CD 1  |
| Pořadí | Název               | Autor                          | Délka |
| ------ | ------------------- | ------------------------------ | ----- |
| 1.     | Rockferry           | Duffy, Bernard Butler          | 4:14  |
| 2.     | Warwick Avenue      | Duffy, Jimmy Hogarth, Eg White | 3:46  |
| 3.     | Serious             | Duffy, Bernard Butler          | 4:10  |
| 4.     | Stepping Stone      | Duffy, Steve Booker            | 3:28  |
| 5.     | Syrup & Honey       | Duffy, Bernard Butler          | 3:18  |
| 6.     | Hanging on Too Long | Duffy, Jimmy Hogarth, Eg White | 3:56  |
| 7.     | Mercy               | Duffy, Steve Booker            | 3:41  |
| 8.     | Delayed Devotion    | Duffy, Jimmy Hogarth, Eg White | 2:57  |
| 9.     | I'm Scared          | Duffy, Jimmy Hogarth           | 3:08  |
| 10.    | Distant Dreamer     | Duffy, Bernard Butler          | 5:05  |

| CD 2   | CD 2                  | CD 2                            | CD 2  |
| Pořadí | Název                 | Autor                           | Délka |
| ------ | --------------------- | ------------------------------- | ----- |
| 11.    | Rain on Your Parade   | Duffy, Bernard Butler           | 3:29  |
| 12.    | Fool for You          | Duffy, Bernard Butler           | 3:47  |
| 13.    | Stop                  | Duffy, Bernard Butler           | 4:10  |
| 14.    | Oh Boy                | Richard J. Parfitt              | 4:10  |
| 15.    | Please Stay           | Burt Bacharach, Bob Hillard     | 3:27  |
| 16.    | Breaking My Own Heart | Duffy, Steve Booker             | 3:58  |
| 17.    | Enough Love           | Richard J. Parfitt, Owen Powell | 3:19  |

| Japan bonus track | Japan bonus track        | Japan bonus track    | Japan bonus track |
| Pořadí            | Název                    | Autor                | Délka             |
| ----------------- | ------------------------ | -------------------- | ----------------- |
| 11.               | Save It for Your Prayers | Duffy, Sacha Skarbek | 3:03              |